# Remgro
Remgro Limited es una sociedad de inversión y holding con sede en Stellenbosch, Sudáfrica. Tiene intereses en banca y servicios financieros, embalaje, vidrio, servicios médicos, minería, petróleo, bebidas, alimentos y productos de salud. En 2015, Forbes clasificó a Remgro como la 9ª compañía más grande de Sudáfrica y 1436 del mundo.

## Historia
La historia de Remgro se remonta a Voorbrand Tobacco Company, rebautizada Rembrandt Trust en 1948, compañía fundada por Anton Rupert. En 1968, Remgro fue constituida como Rembrandt, S.A. Limited (Remsa), una subsidiaria propiedad de JSE, en adelante Rembrandt Group. En el año 2000, Rembrandt Group se sometió a una reestructuración corporativa que llevó a la consolidación de las inversiones del grupo, pasando de cuatro a dos compañías cotizadas, Remgro y VenFin. VenFin adquirió parte del grupo y lo reorientó hacia activos tecnológicos, mientras que Remgro adquirió los activos tradicionales.

## Cartera
La cartera de inversiones de Remgro incluyen los siguientes valores:

### FMCG
- Unilever Sudáfrica – 25,8% de participación – filial de Unilever.
- Distell Group – 30.65% de participación – Cotiza en la bolsa de Jamaica a través Capevin Holdings.
- RCL Alimentos – 77,5% de participación – Foodcorp, TSB Sugar, Zam.

### Banca
- RMB Holdings – 28.2% de participación.
- First Rand Limited – 13.5% de participación – First National Bank (FNB), WesBank y Ashburton, a través de RMB Holdings.

### Salud
- Mediclinic – 42% de participación.

### Industria
- Productos del aire del Sur de África (APSA) – 50% de participación – Un productor de oxígeno, nitrógeno, argón, hidrógeno y dióxido de carbono para uso industrial. APSA es una empresa conjunta entre Remgro y NOS basada en los Productos del Aire y los productos Químicos Incorporados.
- Kagiso Tiso Holding (KTH), 34,9% de participación.
- Total Sudáfrica – 24.9% de participación – Subsidiaria de Total SA, con el 36% de Natref.
- PGSI – 37.7% de participación.
- Wispeco Holding, 100% de participación.

### Seguros
- RMI Holdings – el 30,3% de participación – MMI Holdings, OUTsurance y RMB.

### Infraestructuras
- Grindrod – 23% de participación.
- Inversiones en la comunidad Ventures Holdings (CIV Holdings) – el 50,9% de participación – Un holding de inversión con Fibra Oscura de África (DFA) como de sus principales inversiones. DFA construye, posee, mantiene y supervisa la infraestructura adecuada para realizar servicios tales como redes de fibra óptica.
- SEACOM – 25% de participación – Un proveedor de alta capacidad internacional de fibra óptica de banda para el Sur y el Este de África.
- Kagiso de Infraestructura Fondo de Empoderamiento (KIEF) – 45.4% de participación.
- Vumatel - 34% de participación - CIVH Ventures Holdings.

### Medios de comunicación y deporte
- Sabido Inversiones – 32.4% de participación – Una media holding con inversiones en e.tv, noticias de Canal de África (eNCA), libre-a-aire, plataforma de satélite Platco Digital, Yfm y diversas instalaciones de estudio y de producción de las empresas.

### Otras inversiones
- Socios de negocios – el 42,7% de participación – Un especialista de inversiones de la compañía que proporciona personalizado e integrado de las inversiones, la tutoría y la gestión de la propiedad servicios a las Pymes.
- Capevin Holdings – 15.6% de participación – Un holding de inversión con Distell Grupo como su único inversiones.

## La propiedad
Remgro del stock se dividen en dos clases, es decir, acciones ordinarias y B acciones ordinarias. Las acciones ordinarias son listados en la bolsa de jamaica en virtud de la "Industria Diversificada Industriales" del sector, con la participación de código: REM. El B acciones ordinarias son todos propiedad de Rembrandt Grupo. A 2015  de junio del  30esta estructura le dio Rembrandt Grupo 42.57% control de Remgro mientras que la Inversión Pública de la Corporación con 9.63% del control.

## La gobernanza
Remgro se rige por una doce-persona de la Junta de Directores con Johann Rupert sirviendo como Presidente del grupo y Jannie Durand como consejero delegado.